# Автонім
Авто́нім (від грец. αὐτό авто «сам, звернений до себе» та грец. ὄνομα онома «ім'я») — справжнє ім'я автора твору, який підписує власні твори псевдонімом.
Автонім і псевдонім — це антоніми.

## Приклади автонімів
Автонім Панаса Мирного — Панас Рудченко, Лесі Українки — Лариса Косач, Олександра Олеся — Олександр Кандиба, Остапа Вишні — Павло Губенко, Максима Горького — Олексій Пєшков.